# Nivell topogràfic

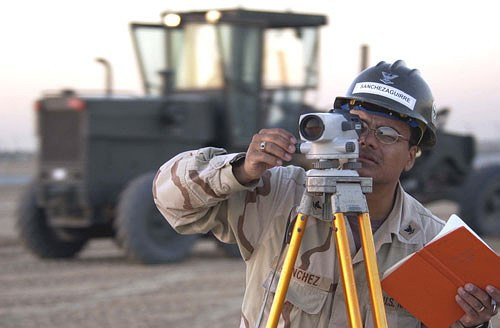
Nivell topogràfic en ús.

El nivell topogràfic , també anomenat nivell òptic o equialtímetre és un instrument que té com a finalitat la mesura de desnivells entre punts que es troben a diferents altures o el trasllat de cotes d'un punt conegut a un altre desconegut. Poden ser manuals o automàtics, segons s'hagi horizontalitzat el nivell principal a cada lectura, o això es faci automàticament en posar l'instrument "en estació"

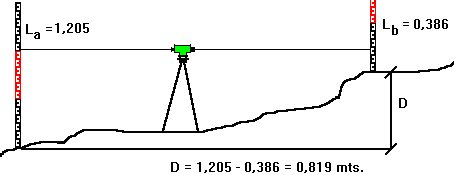
Obtenció de desnivells.

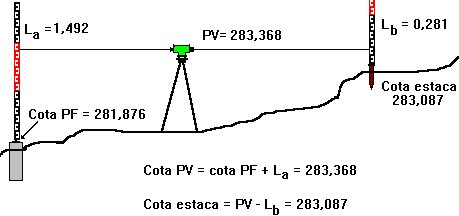
Trasllat de cotes.

## Característiques
El nivell òptic consta d'una ullera similar a la del teodolit amb un reticle estadimètric, per apuntar i un nivell de bombolla molt sensible (o un compensador de gravetat o magnètic en el cas dels nivells automàtics), que permeti mantenir l'horitzontalitat de l'eix òptic de la ullera, ambdós estan units solidàriament de manera que quan el nivell està desnivellat, l'eix de la ullera no manté una horitzontalitat perfecta, però el nivell manté l'horitzontalitat de l'eix òptic.
En els últims trenta anys s'ha produït un canvi tant gran en aquests instruments, que si bé a principis de la dècada del 1980 gairebé tots els instruments que s'utilitzaven en aquella època eren del tipus "manual", en aquests moments és rar trobar un d'aquells instruments, fins i tot són rares les marques que encara els fabriquin ja que les tècniques de fabricació s'han perfeccionat tant que els automàtics són tan precisos i fiables com els manuals, tot i la desconfiança que despertaven en els vells topògrafs els primers models automàtics.
Aquest instrument ha de tenir unes característiques tècniques especials per a poder realitzar la seva funció, com ara bombolla per poder anivellar l'instrument, ullera amb els suficients augments per poder veure les divisions de la mira, i un reticle amb fils per poder fer la punteria i prendre les lectures, així com la possibilitat d'un compensador per assegurar la seva perfecta anivellació i horitzontalitat del pla de comparació.

## Parts d'un nivell
El nivell òptic consta d'aquestes diverses parts essencials:
1. Objectiu: Conté lents que maximitzen la focalització d'objectes.
2. Botó d'enfocament: permet una visualització més clara i nítida dels objectes.
3. Ocular: Situat oposat a l'objectiu, usat per enfocar la "creu reticular".
4. Cargols d'anivellament: Asseguren l'anivellament de l'equip.
5. Compensador: Sistema de prismes suspesos que manté la línia de col·limació anivellada, basant-se en el pèndol i la gravetat o magnetisme.
6. Cargol d'ajust horitzontal: Permet el desplaçament de l'instrument cap a la dreta o l'esquerra.
7. Base o Placa Base: Connecta el nivell òptic al trípode.
8. Cercle d'horitzontal: Marcatge en graus per ajustar i llegir angles horitzontals.[4]

## Precisió
La precisió d'un nivell depèn del tipus d'anivellament per al qual es l'utilitzi. El normal és un nivell d'entre 20 i 25 augments i mires centímetres o de doble mil·límetre. Amb aquest nivell i la metodologia apropiada es poden fer anivellaments amb un error d'aproximadament 1,5 cm per quilòmetre d'anivellada.
Per treballs més exigents hi ha nivells amb nivell de bombolla partida, reticle de falca, placa planoparal·lela amb micròmetre i mires de INVAR milimetrades, amb els quals es poden aconseguir precisions d'uns 7 mm per quilòmetre de anivellada amb la metodologia apropiada.